# Núñez (sèrie)
Núñez és una sèrie documental de 2023 dirigida per Jordi Call sobre la trajectòria empresarial de Josep Lluís Núñez (1931-2018) i el seu mandat com a president del Futbol Club Barcelona (1978-2000). És una docusèrie de quatre capítols, impactant i irreverent, sobre l'artífex del Barça modern a través de més de 50 entrevistes de primera fila a exfutbolistes, directius, periodistes, familiars, aliats i enemics que el van conèixer i el defineixen com un «visionari» del futbol, un «homenot», un personatge «acomplexat» o algú que buscava reconeixement social, entre moltes altres respostes.

## Argument
Núñez ressegueix cronològicament la figura controvertida de l'home emprenedor des de la seva arribada d'infant a Portbou com a fill d'un policia duaner, el matrimoni amb Maria Lluïsa Navarro i el posterior enriquiment com a constructor immobiliari, la seva victòria el 1978 en les eleccions del FC Barcelona i el seu primer títol important com a president l'any següent: la Recopa d'Europa de Basilea.
En l'àmbit del vestuari, Núñez va haver de fer front a esdeveniments com ara el segrest del davanter Quini el 1981, el caràcter intempestiu de jugadors com Bernhard Schuster o Hristo Stoítxkov, els problemes de salut de Maradona i el Motí de l'Hespèria, fins a la victòria a la Recopa d'Europa de 1989 contra la U.C. Sampdoria, ja amb Johan Cruyff d'entrenador del primer equip amb qui, posteriorment, guanyaria la primera Copa d'Europa de futbol de la història del club el 1992 al Wembley Stadium.
Més endavant, i coincidint amb les primeres investigacions sobre els suborns de l'empresa constructora Núñez i Navarro a inspectors d'Hisenda, Núñez abandonarà la presidència del Barça després de vint-i-dos anys de regència i sota l'atenta mirada d'Elefant Blau i l'escenari de presó. El retrat d'una època plena d'alegries, fracassos, clarobscurs i moltes llàgrimes.